# Liste des romans de la série Michel
Cette page présente les romans de la série pour la jeunesse Michel, créée par Georges Bayard.

## Liste des romans

### Parutions dans la Bibliothèque verte
1. Michel mène l'enquête (1958)
2. Michel et la Falaise mystérieuse (1958)
3. Les Étranges Vacances de Michel (1959)
4. Michel fait mouche (1959)
5. Michel au Val d'Enfer (1960)
6. Michel et les Routiers (1960)
7. Michel et le Brocanteur (1961)
8. Michel poursuit des ombres (1961)
9. Michel fait du cinéma (1962)
10. Michel et Monsieur X (1962)
11. Michel au refuge interdit (1963)
12. Michel et la Soucoupe flottante (1963)
13. Michel maître à bord (1964)
14. Michel en plongée (1964)
15. Michel chez les Gardians (1965)
16. Michel à Rome (1965)
17. Michel et le Complot (1966)
18. Michel Mousquetaire (1967)
19. Michel et le Trésor perdu (1971)
20. Michel et la Voiture fantôme (1971)
21. Michel fait du vol à voile (1973)
22. Michel dans l'avalanche (1974)
23. Michel fait un rallye (1975)
24. Michel et les Castors du Rhône (1975)
25. Michel connaît la musique (1976)
26. Michel et les Deux Larrons (1977)
27. Michel et le Rapport secret (1977)
28. Michel entre deux feux (1978)
29. Michel et la Super-maquette (1978)
30. Michel et les Maléfices (1979)
31. Michel à la fontaine du diable (1979)
32. Michel et la Preuve par sept (1980)
33. Michel et les Faussaires (1980)
34. Michel chez les trotteurs (1981)
35. Michel et le Vase de Soissons (1981)
36. Michel fait de la planche à voile (1982)
37. Michel aux Antilles (1983)
38. Michel et les Casseurs (1984)
39. Michel fait surface (1985)

### Parutions dans l'Idéal-Bibliothèque
- 1965 : Michel mène l'enquête (no 287)
- 1966 : Michel fait du cinéma (no 312)

### Parutions dansLa GalaxieetLes Grands Livres Hachette
- 1966 : Michel et la Falaise mystérieuse, Les Étranges Vacances de Michel, Michel fait mouche (Les Grands Livres Hachette 3 livres en 1)
- 1973 : Michel en plongée (La Galaxie)
- 1974 : Les Étranges Vacances de Michel (La Galaxie)
- 1974 : Michel mousquetaire (La Galaxie)
- 1975 : Michel poursuit des ombres (La Galaxie)
- 1976 : Michel et le Complot (La Galaxie)